# Tiro ai Giochi della VII Olimpiade - Bersaglio mobile colpo doppio a squadre
BLa competizione del Bersaglio mobile colpo doppio a squadre  di tiro a segno ai Giochi della VII Olimpiade si tenne il 26 luglio 1920 al Campo Militare di Hoogboom, Brasschaat.

## Risultati
5 concorrenti per squadra. Distanza 100 metri. 10 serie da 2 colpi. La sagoma del cervo era in vista per 23 metri, coprendo la distanza in quattro secondi.
| Pos.    | Nazioni     | Atleti            | Punti       | Punti  |
| Pos.    | Nazioni     | Atleti            | Individuali | Totali |
| ------- | ----------- | ----------------- | ----------- | ------ |
| Oro     | Norvegia    | Ole Lilloe-Olsen  | 77          | 343    |
| Oro     | Norvegia    | Thorsten Johansen | 74          | 343    |
| Oro     | Norvegia    | Harald Natvig     | 68          | 343    |
| Oro     | Norvegia    | Einar Liberg      | 62          | 343    |
| Oro     | Norvegia    | Hans Nordvik      | 62          | 343    |
| Argento | Svezia      | Fredric Landelius | 70          | 336    |
| Argento | Svezia      | Alf Swahn         | 69          | 336    |
| Argento | Svezia      | Oscar Swahn       | 68          | 336    |
| Argento | Svezia      | Bengt Lagercrantz | 65          | 336    |
| Argento | Svezia      | Edward Benedicks  | 64          | 336    |
| Bronzo  | Finlandia   | Toivo Tikkanen    | 69          | 285    |
| Bronzo  | Finlandia   | Magnus Wegelius   | 64          | 285    |
| Bronzo  | Finlandia   | Nestor Toivonen   | 57          | 285    |
| Bronzo  | Finlandia   | Yrjö Kolho        | 54          | 285    |
| Bronzo  | Finlandia   | Vilho Vauhkonen   | 41          | 285    |
| 4       | Stati Uniti | Lloyd Spooner     | 66          | 282    |
| 4       | Stati Uniti | Willis Lee        | 58          | 282    |
| 4       | Stati Uniti | Larry Nuesslein   | 56          | 282    |
| 4       | Stati Uniti | Carl Osburn       | 52          | 282    |
| 4       | Stati Uniti | Thomas Brown      | 50          | 282    |